# 21st Century Newspapers
La 21st Century Newspapers est une société propriétaire de journaux de l'État du Michigan.
Basée à Pontiac, elle est fondée en 1995 et disparait en 2005.

## Histoire
Frank Shepherd, fondateur de la 21st Century Newspapers, achètent dès le 21 août 1997 The Oakland Press, The Macomb Daily et The Royal Oak Tribune. Sous la direction de Frank Shepherd, président-directeur général, la société entame une frénésie d'achats qui se termine avec environ 129 titres de journaux. La société a également acquis les actifs de journaux de Brill Media Company (rachetés à la suite de la faillite) en août 2002, notamment le quotidien Morning Sun de Mount Pleasant, ainsi que des journaux de Traverse City, Charlevoix, Gaylord, East Jordan, Elk Rapids, Central Lake, Bellaire et Tawas City ainsi que d'autres communautés du centre et du nord du Michigan. En outre, des journaux de « Downriver Detroit » ont également été achetés, notamment des journaux de Wyandotte, Southgate, Dearborn, Lincoln Park, Melvindale, Allen Park, Taylor et Trenton. En septembre 2002, Booth Newspapers acquiert la 21st Century Newspapers Suburban Flint Newspaper Group qui compte neuf journaux locaux : The Clio Messenger, The Davison Flagstaff, The Fenton Press, The Grand Blanc News, Flint Township News, The Flushing Observer, The Holly Press, The Suburban Burton et Swartz Creek News et comprenait Suburban Flint shopper. Tout cela devient une partie du Flint Journal en tant que journaux communautaires. Le 21 août 2005, la 21st Century est achetée par la Journal Register Company.